# Axel Auriant
Axel Auriant-Blot (Besançon, 1º gennaio 1998) è un attore e musicista francese.

## Biografia
Ha frequentato l'École alsacienne, nel VI arrondissement di Parigi. Il suo debutto nel teatro si verifica nel 2010, con la compagnia «Les sales gosses», una compagnia professionale composta unicamente da ragazzi. Lì incontrò Olivier Solivérès, autore e regista che gli permise anni dopo di recitare nel suo pezzo Au Pays du Père Noël al théâtre des Mathurins per due anni.
All'età di 18 anni iniziò a frequentare il conservatorio di arti drammatiche nel XIX arrondissement nella classe di Émilie Anna Maillet.
Nel 2017, Axel Auriant si fa notare a teatro con il pezzo solista Une vie sur mesure di Cédric Chapuis, che fu rappresentato al théâtre Tristan-Bernard per più di un anno. Lo spettacolo vinse l'Étoile du Parisien come miglior pezzo del 2017.
Interpreta il personaggio di Lucas nell'adattamento francese della serie Skam. Il suo personaggio è il principale della terza stagione, messa in onda nel 2019.
Parallelamente alla carriera d'attore, è un batterista professionista. Cominciò a suonarla nel 2003 e ha accompagnato molti artisti come Joyce Jonathan, Nicoletta, e Manu Dibango in alcuni concerti.

## Filmografia

### Cinema
Lungometraggi
- 2015: Nos futurs di Rémi Bezançon, in cui interpreta il ruolo di Léo
- 2016: Jamais contente di Émilie Deleuze, in cui interpreta il ruolo di Tom[8]
- 2019: Slalom di Charlène Favier

Cortometraggi
- 2014: Café noir di Steve Perret

### Televisione
Serie
- 2014: Nos chers voisins di Roger Delattre, in cui interpreta il ruolo di Jérémy
- 2014: Fais pas ci, fais pas ça di Laurent Tuel
- 2018: Meutres à Lille di Laurence Katrian, in cui interpreta il ruolo di Oscar d'Armentières
- 2018-in corso: Skam France di David Hourrègue, in cui interpreta il ruolo di Lucas Lallemant

### Doppiaggio
- 2017: La Traversée di Florence Miailhe

## Teatro
- 2008: Sales Gosses Show di Sylvie Ferrié e Philippe Bretin, Le Divan du Monde, théâtre de Ménilmontant
- 2015–2016: Au pays du Père Noël di Olivier Solivérès, messa in scena del regista, théâtre des Mathurins
- 2016: Les Petits Moyens d'Eugène Labiche, messa in scena Loïc Berger, théâtre le Vème
- 2017–2018: Une vie sur mesure di Cédric Chapuis, messa in scena Stéphane Batlle, théâtre Tristan-Bernard e théâtre Le Pandora (Festival Off d'Avignon)

## Premi
- 2018 : Étoile du Parisien «Pièce de l'année» per Une Vie sur Mesure de Cédric Chapuis